# Сектор лингвистической компаративистики ИВКА РГГУ
Се́ктор лингвисти́ческой компаративи́стики Отде́ла нау́чных иссле́дований ИВКА РГГУ (до 2013 года — Центр компаративистики ИВКА РГГУ) — подразделение РГГУ, занимающееся сравнительно-историческим языкознанием (лингвистической компаративистикой). Сейчас на секторе работает бо́льшая часть представителей Московской школы компаративистики. Сектор издаёт журнал «Вопросы языкового родства» и подсерию монографий ИВКА «Orientalia et classica» — «Аспекты компаративистики».
Сотрудники сектора разрабатывают сайт «Вавилонская башня», работающий на СУБД Starling, разработанной С. А. Старостиным. В 2011 году на сайте был открыт проект «Глобальная лексикостатистическая база данных». Члены школы играют ключевую роль в проекте «Эволюция языка» (англ. Evolution of human language), осуществляемом на базе Института Санта-Фе, расположенного в США. Сектор проводит Ностратический семинар имени В. М. Иллич-Свитыча и конференцию «Проблемы изучения дальнего родства языков памяти С. А. Старостина (Старостинские чтения)».
Сектор (изначально в виде научно-учебного центра) основан в 1999 году. Первый заведующий — С. А. Старостин. С 2005 года сектором заведует В. А. Дыбо.